# Spikkestad
Spikkestad is een dorp in de Noorse gemeente Asker, in de zuidelijke provincie Akershus. Oorspronkelijk maakte het dorp deel uit van de gemeente Røyken, totdat deze in 2020 opging in Asker. Na de opheffing van Viken per 1 januari 2024 is Spikkestad deel geworden van de heropgerichte, nu iets grotere, provincie Akershus.
Het dorp ontwikkelde zich rond het station dat in 1913 werd geopend; eerder was het een stopplaats. Het dorp heeft ruim 4.000 inwoners. De E134 loopt langs Spikkestad, dat daardoor een directe verbinding heeft met de Oslofjordtunnel.